# Jordan Prentice
Jordan Prentice (30 de enero de 1973) es un actor canadiense que nació con acondroplasia. Es conocido por sus papeles como Rock en American Pie Presents: The Naked Mile y Jimmy en In Bruges.
Prentice se interesó en la actuación desde niño y fue miembro de los jóvenes actores del curso de actuación de la Universidad del Oeste de Ontario. Más tarde asistió a la École élémentaire Marie-Curie de la London Central Secondary School y luego a la Universidad de Dalhousie. A los 13 años de edad actuó en Howard the Duck.

## Filmografía
- Auf Augenhöhe (2016) - Tom
- End of the Rainbow (2014) (cortometraje) - Hunted
- I Am Here (2014) - Petit
- Sam & Cat (2013) - Hector (un episodio)
- Empire of Dirt (2013)
- The Power of Few (2013) - Brown
- Mirror Mirror (2012) - Napoleón
- An Insignificant Harvey (2011) - Harvey Lippe
- Silent But Deadly (2011) - Sheriff Shelby
- The Night Before the Night Before Christmas (telefilme) (2010) - Nigel Thumb
- Aaron Stone (serie de televisión) (2010) - Mr. Galapagos
- In Bruges (2008) - Jimmy
- Weirdsville (2007) - Martin
- American Pie Presents: Beta House (2007) - Rock
- American Pie Presents: The Naked Mile (2006) - Rock
- G-Spot .... Small person stand-in (un episodio, 2005)
- The Life and Hard Times of Guy Terrifico (2005) - Reggie
- Harold & Kumar Go to White Castle (2004) - Giant Bag of Weed
- Love, Sex and Eating the Bones (2003) - Vendor
- Wolf Girl (2001) (telefilme) - Fingers Finnian
- The War Next Door - Charlie Soloman (un episodio, 2000)
- Howard the Duck (1986) - Howard T. Duck